# بیانکا گارسیا
بیانکا گارسیا (انگلیسی: Bianca Garcia؛ زادهٔ ژوئن ۱۹۸۶ (۳۸ سال)) موسیقی‌دان اهل ایالات متحده آمریکا است.
وی همچنین برندهٔ جوایزی همچون برنامه فولبرایت شده‌است.